# 2278 Ґетц
2278 Ґетц (2278 Götz) — астероїд головного поясу, відкритий 7 квітня 1953 року.
Тіссеранів параметр щодо Юпітера — 3,476.